# Caroline Mart
Caroline Mart est une journaliste luxembourgeoise. Elle présente le journal de 19 heures 30 sur RTL Télé Lëtzebuerg, première chaine de télévision luxembourgeoise en termes d'audience.

## Carrière
Caroline Mart réalise aussi les débats politiques lors des campagnes électorales du Grand-Duché de Luxembourg.

## Vie personnelle
Elle était mariée au philosophe et écrivain allemand Richard David Precht né en 1964.